# Jurica Vranješ
Jurica Vranješ (Eszék, 1980. január 31. –), horvát válogatott labdarúgó.
A horvát válogatott tagjaként részt vett a 2002-es és a 2006-os világbajnokságon.

## Sikerei, díjai
Bayer Leverkusen
- Német bajnoki ezüstérmes (1): 2001–02
- Német kupadöntős (1): 2001–02
- Bajnokok ligája döntős (1): 2001–02

Werder Bremen
- Német bajnoki ezüstérmes (2): 2005–06, 2007–08
- Német kupa (1): 2008–09
- Német ligakupa (1): 2006
- UEFA-kupa döntős (1): 2008–09